# Particulier à particulier
Pour plus de détails, voir Fiche technique et Distribution.
Particulier à particulier est un film franco-géorgien réalisé en 2013 par George Varsimashvili, sorti en 2015

## Synopsis
Constance Mercier, une jeune fille de campagne se prépare à commencer ses études à Paris. Elle se lance à la recherche d'appartements dans Paris pendant un mois et croisera sur sa route des logements insalubres, des escrocs, de la concurrence déloyale et des propriétaires mal avisés.

## Fiche technique
- Titre français : Particulier à particulier
- Titre géorgien : Parizuli Otsneba
- Réalisation : George Varsimashvili
- Chef Operateurs: Giorgi Shanidze, Iuri Abzhandadze
- Musique : George Varsimashvili
- Montage : George Varsimashvili
- Pays d'origine :  France -  Géorgie
- Langue originale : français
- Format : couleur - 1,85:1 - 35 mm  - Son stéréo
- Genre :  comédie
- Durée : 73 minutes
- Date de sortie :
  - France -  13 mai 2015

## Distribution
- Madeleine Pougatch : Constance
- Camille Coqueugniot : La sœur
- Gabriel Mireté : nicolas
- Elsa de Belilovsky : L'illusionniste
- Robin Derek
- Rudopl Sumac
- Alain Zind

### Articles annexes
- Cinéma géorgien